# حمام الشفاء (نابلس)

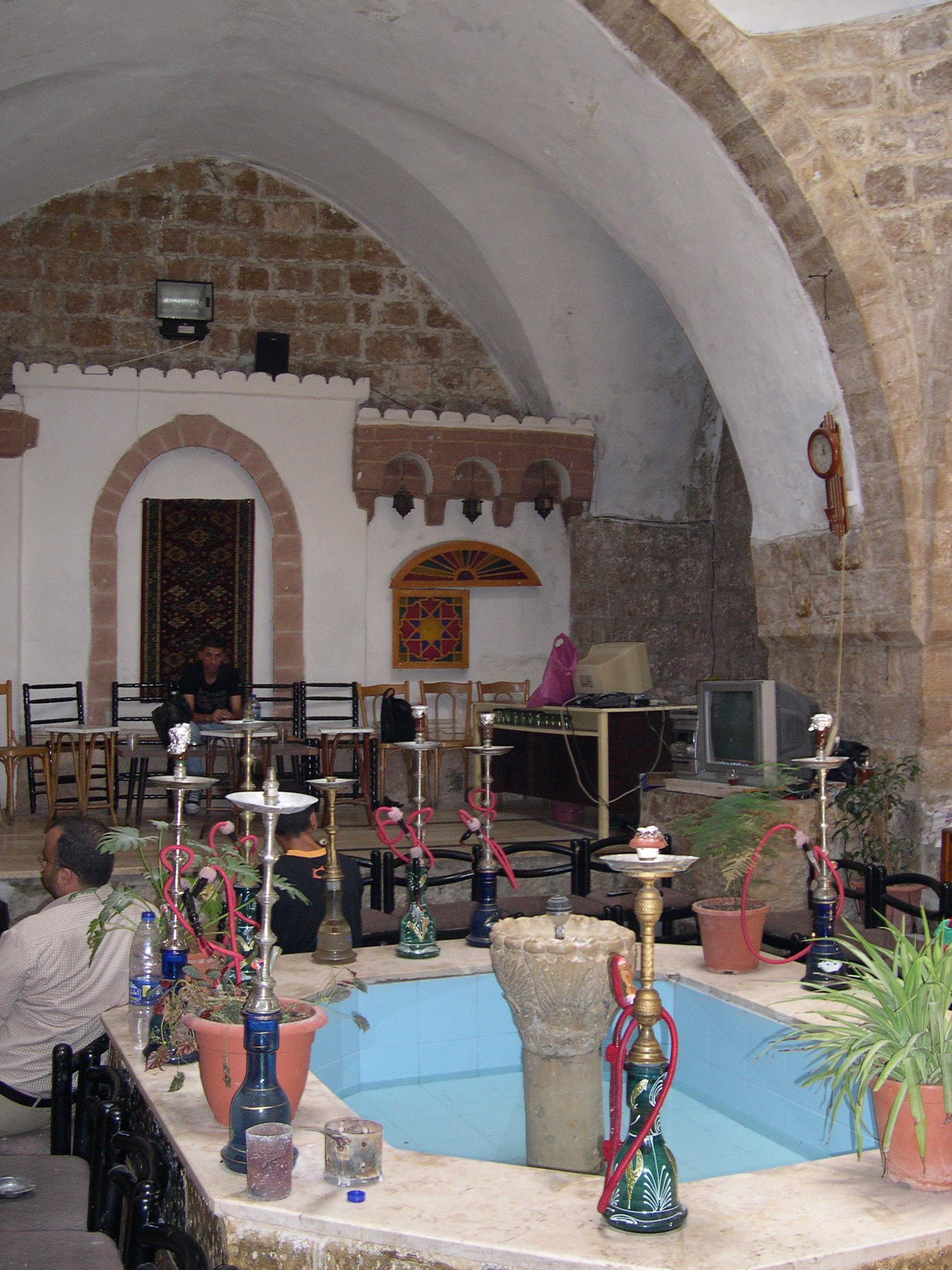
حمام الشفاء في نابلس

يعد حمام الشفاء من الحمامات التركية المشهورة في مدينة نابلس خاصة وفلسطين بشكل عام وأكثرها رواجاً؛ ربما لأنه آخر حمام تركي بني في العهد العثماني، ولا يزال عاملاً. والحمام التركي هو معلم سياحي اجتماعي ثقافي وصحي لسكان مدينة نابلس وفلسطين.
ويصل عمر حمام الشفاء إلى أكثر من 300 عاماَ، وهو موجود في حي القصبة في المدينة القديمة في نابلس، وبالتحديد في منطقة شارع النصر مقابل جامع البيك. وهذا الحمام ملك لعائلة طوقان، وهي من أعرق عائلات مدينة نابلس، وقد تدهورت حالته كثيراً نتيجة الإهمال، إلى أن قام بترميمه السيد يوسف الجابي بدعم وتشجيع من السيد حافظ طوقان رئيس بلدية نابلس الأسبق وذلك عام 1993.
يتكون الحمام من ثلاثة أقسام:
1. القسم البارد (القاعة الصيفية)
2. القسم الدافيء (القاعة الشتوية)
3. القسم الحار الذي يتكون من بلاط النار وغرفة الساونا وغرفة البخار وغرف الأستحمام.
إضافة إلى جلسات الساونة وتنظيف الجسم، يستعمل الحمام أيضاً لإقامة أمسيات ثقافية وتراثية (مثل زفة العروس أو العريس وليلة الحنا).

## طالع أيضًا
حمامات نابلس
http://www.youtube.com/watch?v=hy5pzNgkYEw